# Jardin botanique Sir Seewoosagur Ramgoolam

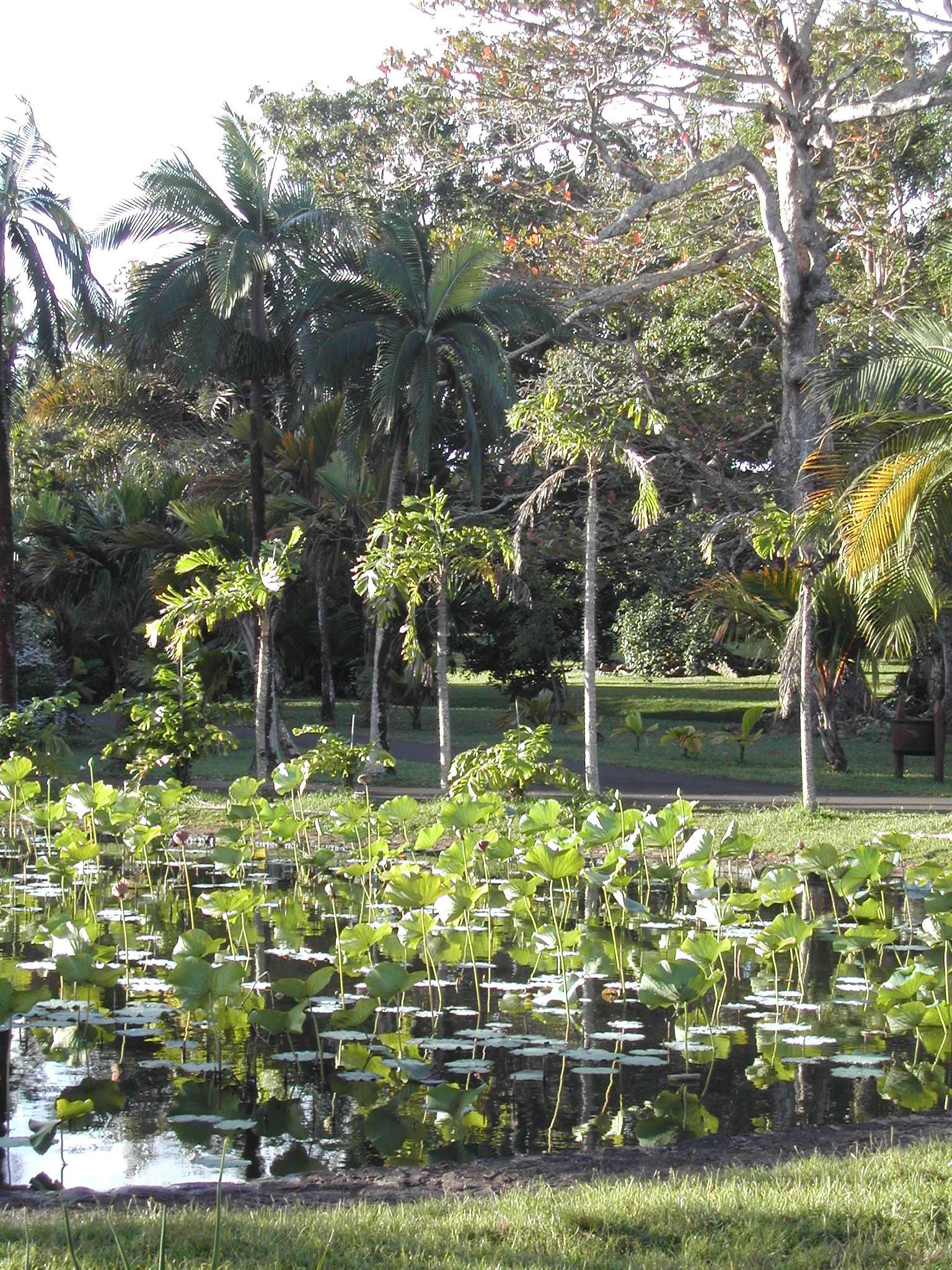
Vue d'un plan d'eau du jardin botanique avec des lotus.

Le jardin botanique de Pamplemousses est un jardin botanique de trente-sept hectares situé à Maurice dans le district de Pamplemousses et la ville du même nom. 
Créé par Pierre Poivre, il porte depuis 1988 le nom de Sir Seewoosagur Ramgoolam, ancien Premier ministre de Maurice et père de son indépendance. C'est le premier jardin botanique tropical créé au monde, puisqu'il succède au jardin du gouverneur de La Bourdonnais fondé en 1735 pour le ravitaillement des bateaux en route vers les Indes.
Il a une superficie de 33 hectares. 🌳 

## Histoire
Le jardin botanique est créé à quelques kilomètres au nord de la capitale Port-Louis à l'initiative de Pierre Poivre, ancien séminariste, intendant de l'Isle de France (aujourd'hui Île Maurice), en 1770 succédant au jardin des agrumes et de potager fondé en 1735.
C'est en effet à cette date que Pierre Poivre acquiert le domaine de Mon Plaisir, ancienne propriété du gouverneur de La Bourdonnais. Cette propriété deviendra le jardin de Pamplemousses, jardin d'essai et d'acclimatation sans précédent, d'où le botaniste diffuse vers Madagascar et les Antilles les végétaux tant convoités, enrichissant ainsi les planteurs et les négociants français.
Pierre Poivre y rassemble des arbres et des épices du monde entier : laurier des Antilles, camphrier de Chine, arbre à pain des Philippines ou litchi de Cochinchine.
C'est là qu'il accueille Philibert Commerson, le botaniste de l'expédition de Bougainville qui, fatigué de son tour du monde, débarque à l'Île de France.
Pendant deux ans, les botanistes herborisent, classent, inventorient, dessinent et plantent de concert le jardin. La tâche est immense, les collections ne cessent de s'agrandir arrivant d'Afrique, d'Inde, de Malaisie et de Polynésie.
Le roi achète Monplaisir le 12 octobre 1772 de Poivre pour 38.400 livres. Le terrain garde son nom, mais sera également appelé Jardin du Roi. Le botaniste Jean-Nicolas Céré, s’efforce de poursuivre l’œuvre de Pierre Poivre. Il consacre sa vie et sa fortune à l’enrichir de fleurs et d’arbres. Le jardin force l'admiration des plus grands naturalistes et acquiert bientôt le renom qu’il a gardé aujourd’hui. Il reçoit en 1787-1788 le botaniste Franz Boos envoyé de la Cour impériale d'Autriche et ensuite Joseph Martin, du jardin du Roy à Paris qui sont à l'origine de grandes collections européennes.
Entre 1803 et 1826, Louis Marc Antoine Robillard d’Argentelle, capitaine au régiment de l'Isle de France, réalise 112 modèles en cire de fleurs et de fruits exotiques, principalement cultivés au jardin des Pamplemousses.
Si, à partir de 1810, les Britanniques délaissent quelque peu le jardin, en 1849 James Duncan reprend le flambeau et lui redonne son charme d’antan. Il y fait croître de nouvelles espèces, telles que des fougères, des araucarias, des orchidées ou des bougainvilliers. C’est à lui que revient le mérite d’avoir planté de nombreuses espèces de palmiers.
Après l'épidémie de malaria qui frappe l'île en 1866-1867, le jardin sert de pépinière d'eucalyptus introduits pour assécher les marais dont les moustiques sont vecteurs de la maladie. Le directeur du jardin botanique devient également conservateur des forêts, avant que le département d'agriculture ne soit fondé en 1913 et n'en assume la responsabilité.
D'une étendue actuelle de 25 ha, le jardin botanique a souffert des cyclones tropicaux de 1861, 1892, 1945, 1960, 1975 et 1979 et a dû entreprendre à chaque fois des travaux de restauration.

## Le jardin

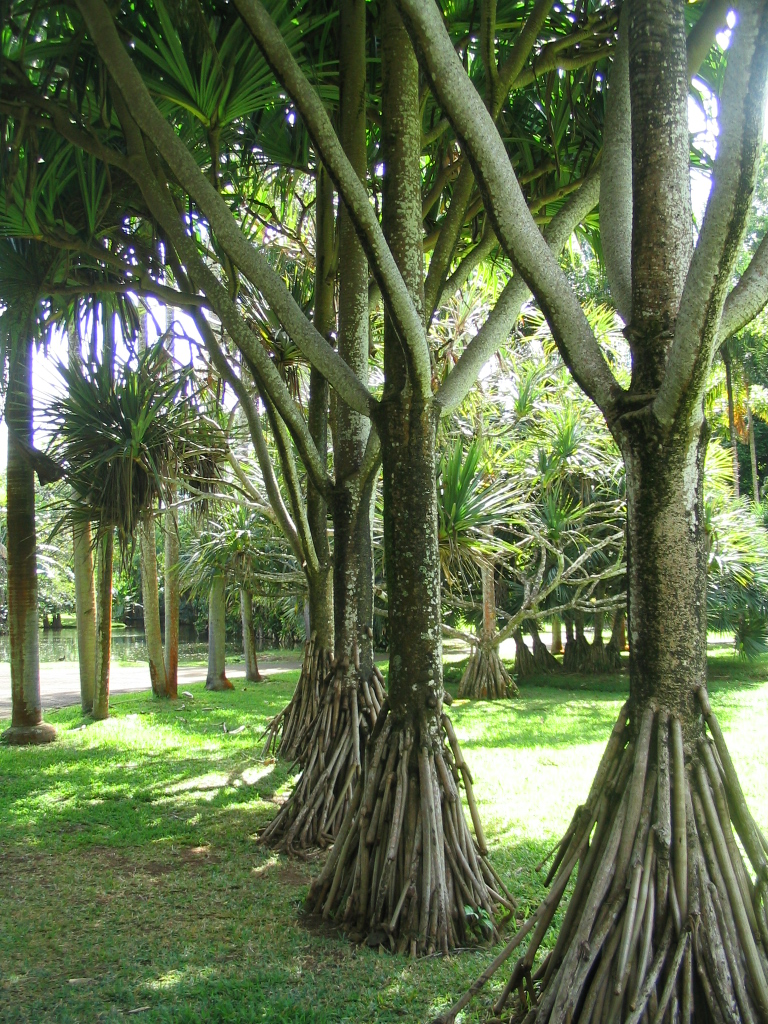
Vue d'une allée de vacoas du jardin de Pamplemousses.

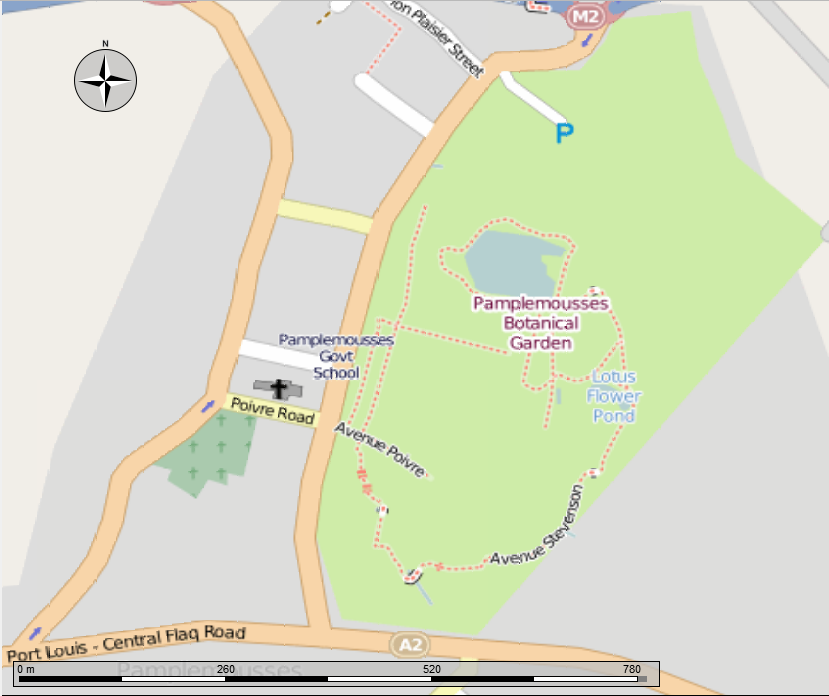
Carte montrant le jardin.

Le jardin s'ouvre par une grille de fer forgé peinte en blanc, don de François Liénard de la Mivoye et placée ici en 1868.
Le jardin est sillonné d'avenues et d'allées qui portent les noms des grands naturalistes qui ont étudié ou contribué à former la flore des Mascareignes. La porte principale s'ouvre sur l'avenue de La Bourdonnais qui mène au bassin des nénuphars et intersecte les avenues Poivre, Céré, Commerson et Cossigny. Le jardin possède également une allée Paul et Virginie et une allée Bernardin de Saint-Pierre en hommage à l'auteur de Voyage à l'Île de France, dont une citation orne l'obélisque de Liénard dans l'avenue La Bourdonnais :

« Le don d'une plante utile me paraît plus précieux que la découverte d'une mine d'or et un monument plus durable qu'une pyramide. »

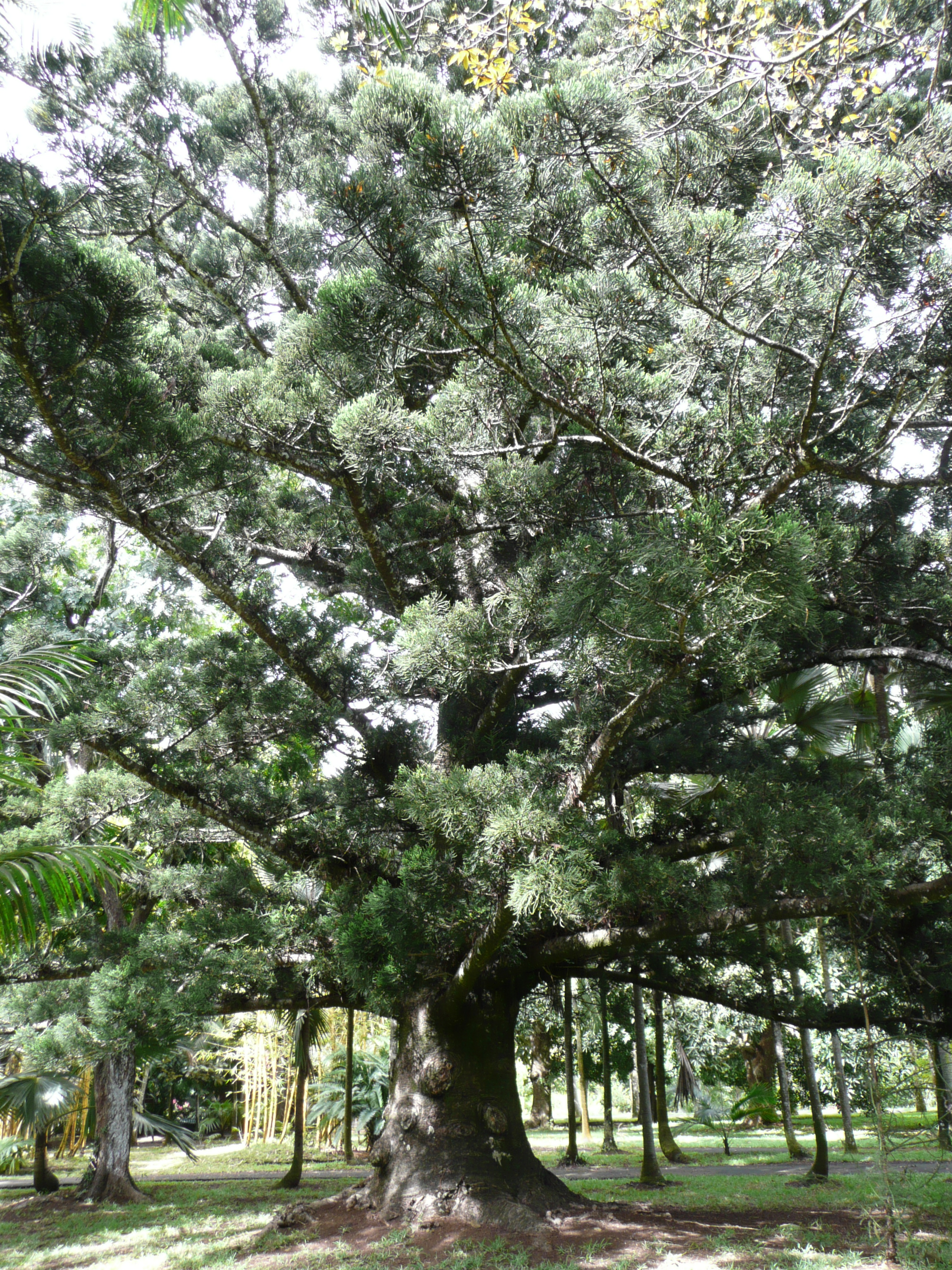
Araucaria cunninghamii du jardin de Pamplemousses

On remarque à l'angle de l'avenue Cossigny et de l'avenue Telfair (dédiée à Charles Telfair) une rangée du fameux Corypha umbraculifera - dit palmier talipot - qui fleurit après quarante à soixante ans et meurt ensuite, et à gauche des sujets de palmiers Arecastrum romanzoffianum originaires du Brésil et ressemblant à des cocotiers. Au-delà, deux Araucaria excelsa (pins de Norfolk) ont été plantés par la duchesse d'York en 1901 et deux Araucaria cunninghamii par la future reine-mère d'Angleterre en 1927. Plus loin se trouvent des Borassus flabellifer. Un Deckenia nobilis est agrémenté d'une liane à fleurs rouges Combretum microphyllum.
Le naturaliste anglais Charles Darwin et son ami Thomas Henry Huxley ont également donné leur nom à une avenue, ainsi que les botanistes français Louis-Marie Aubert du Petit-Thouars et Louis Bouton. Des groupes d'Areca triandra et d'acajous se trouvent à côté de l'avenue Louis Bouton.
Près de l'avenue Octave Wiehe, bordée de Syagrus coronata, se trouve le pont des Soupirs qui traverse la rivière Citron. Des goyaviers royaux sont plantés au bord de l'eau avec un bois de teck aux larges feuilles duveteuses d'un vert jaunâtre. Des fougères poussent près de la culée du pont, comme la fougère fine (ou cheveux-de-Vénus), des individus Phymatosorus scolopendria, Nephrolepis tuberosa ou Pteris. Au-delà du pont des Soupirs vers l'avenue Colville, une rangée de gros tecomas donne des fleurs mauves.
De l'autre côté du pont, l'avenue Adrien d'Épinay est ombragée de lataniers bleus (Latania loddigesii) et d'un immense Cycas circinalis. L'avenue Commerson est quant à elle bordée de palmistes blancs résistants aux cyclones.
Dans un bosquet de vieux manguiers et de Ficus elastica à côté du château de Mon Plaisir se trouve un parc avec un enclos de tortues géantes des Seychelles et non loin de cerfs de Java.
Le président François Mitterrand a planté un muscadier lors de sa visite officielle en 1990 (plaque visible). À l'arrière de la maison du gardien près de l'entrée on remarque un baobab Adansonia digitata.
On trouve aussi dans le jardin un mémorial dédié à l'avocat Stanley Alexander de Smith (1922-1974), qui participa à la rédaction de la constitution de Maurice.

## Les collections
Depuis, le jardin n'a cessé de s'enrichir.

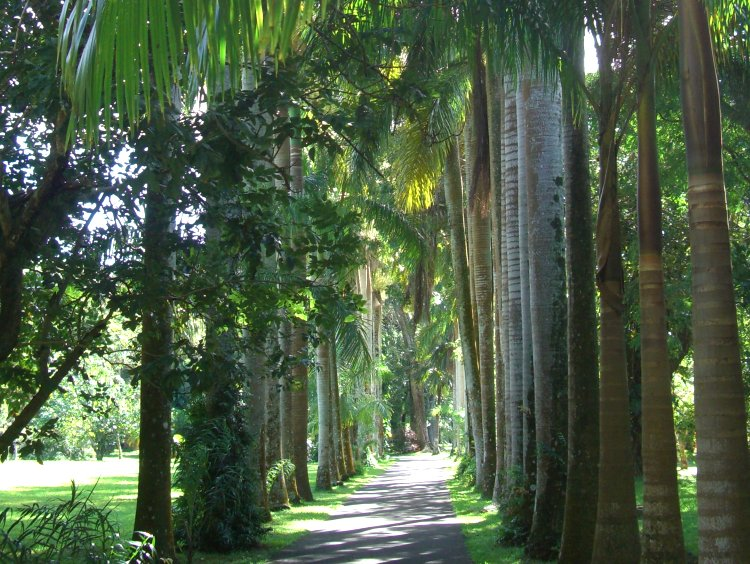
Roystonea regia (tronc bombé) et Roystonea oleracea (tronc en forme de colonne), originaires de Cuba

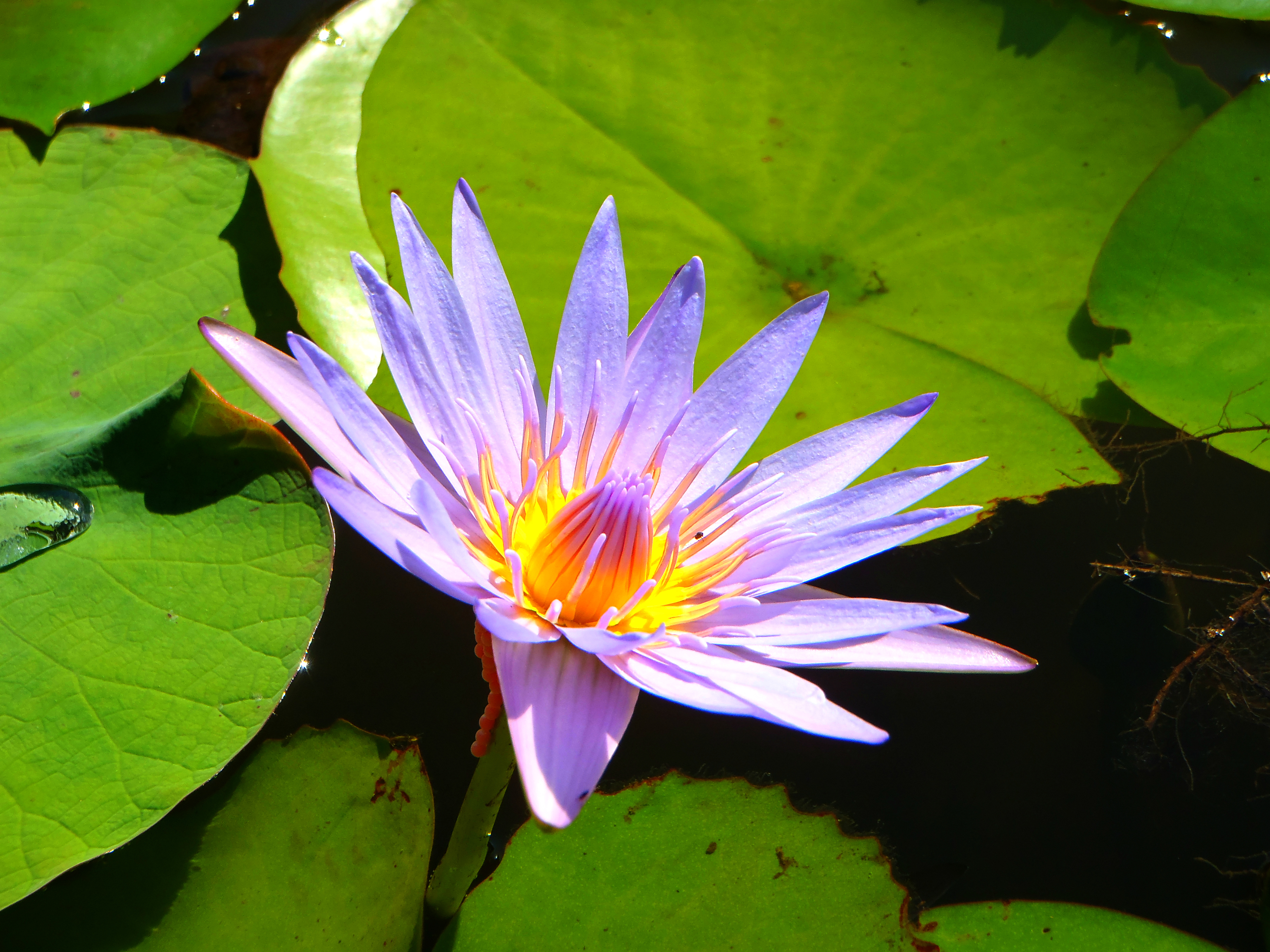
Spécimen de Nymphaea caerulea, s'épanouissant dans le bassin des nénuphars

- Parmi les plantes ornementales ou cultivées pour leur valeur économique on trouve les flamboyants Delonix regia, le Colvillea racemosa, le bauhinia ou arbre à orchidées, le trochetia boutoniana ou boucle d'oreille (qui est emblématique de Maurice), le frangipanier, le banyan, le filao, le vacoa, le teck, l'acajou, et le bois noir, albizia lebbeck.
- Les lianes et les grimpantes sont également nombreuses : la butea superba, la mucuna warburgi, la liane de jade.
- Les épices possèdent une section qui leur est réservée : noix de muscade, clou de girofle introduit en 1770 par Pierre Poivre, cannelle de Ceylan, poivre, quatre-épices d'Amérique du Sud.
- Les palmiers : 95 variétés de palmiers d'Amérique centrale, d'Asie, d'Afrique et des îles de l'océan Indien se partagent aujourd'hui la vedette : le palmier royal aux stipes (faux-troncs) se dressant comme des colonnes le long de l'avenue Pierre Poivre avec des Roystonea oleracea au tronc cylindrique; le palmier raphia de Madagascar aux immenses feuilles voûtées dont l'épiderme pelé donne la fibre légendaire des jardiniers que l'on nomme à Maurice corde maïs[10]; le palmiste bouteille (endémique de l'île Ronde), au corps ventru servant à fabriquer des instruments à percussions, ou encore celui que l'on nomme ici « la délicatesse », le palmiste blanc de la fameuse "salade du millionnaire". Mais la palme revient au talipot de Ceylan, dont les feuilles peuvent atteindre sept mètres d'envergure et qui ne fleurit qu'une seule fois au bout de quarante à soixante ans puis meurt (arbre « monocarpique »).

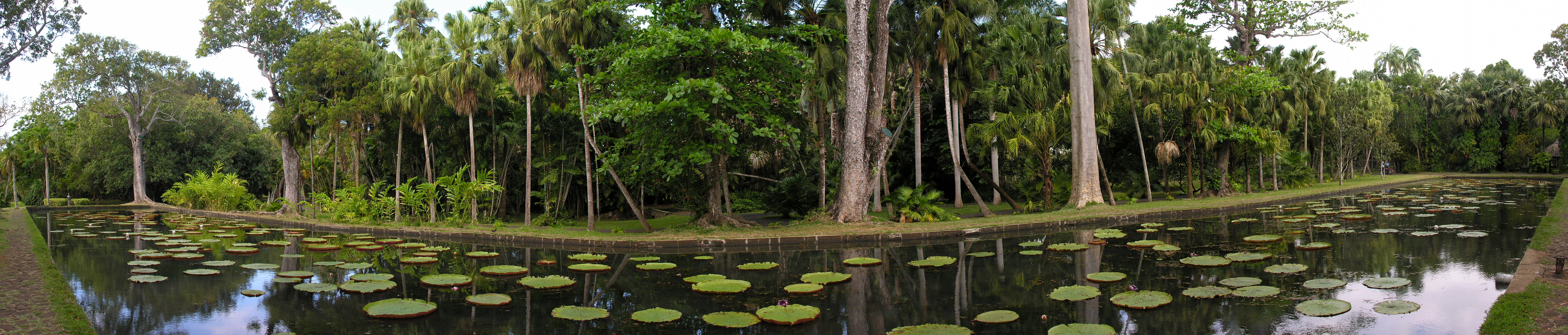
Vue du bassin des nénuphars

- Les plantes aquatiques : la plus célèbre est la Victoria amazonica dans le bassin des nénuphars, mais le jardin possède aussi des lotus, (notamment Nelumbo nucifera), des nymphéas et des jacinthes d'eau que l'on trouve dans plusieurs bassins. Le jardin de Pamplemousses est traversé par la rivière Citron, le canal de la Villebague et le canal Belle-Eau.
- Les plantes médicinales se trouvent dans une section du jardin ouverte en 1995 dans le cadre de la coopération sino-mauricienne.
- Le jardin possède également une section consacrée aux espèces endémiques dont on cherche à préserver le patrimoine génétique et une section consacrée aux plantes qui fournissent des graines ornementales.

- Il existe une forêt de bambous géants dont certains atteignent plus de 15 mètres.

Ce jardin recèle des trésors botaniques: arbre à épice, ébène, teck, acajou, balsa, canne à sucre, manguier, mangoustan, dattier, muscadier.
C'est une forêt de senteur où se mélangent la cannelle, le girofle, le camphre, le gingembre ou les quatre épices. Il possède un bassin célèbre de nénuphars géants (Victoria amazonica), dont les fleurs sont successivement de trois couleurs : blanches le matin, roses dans la journée, violettes le soir avant de se refermer définitivement. Enfin de nombreuses variétés à fleurs spectaculaires ornent le jardin: Bougainvillea spectabilis, Calliandra surinamensis, Cassia fistula, Cassia javanica, Eriobotrya japonica, divers gardénias, hibiscus et jasmins, ou le Jacaranda mimosifolia (magnifique flamboyant bleu), ainsi que le Magnolia grandiflora, des Napoleonaeae et glycines (Wisteria sinensis). Les anthuriums, bégonias et orchidées sont cultivés près de la demeure de Mon Plaisir.

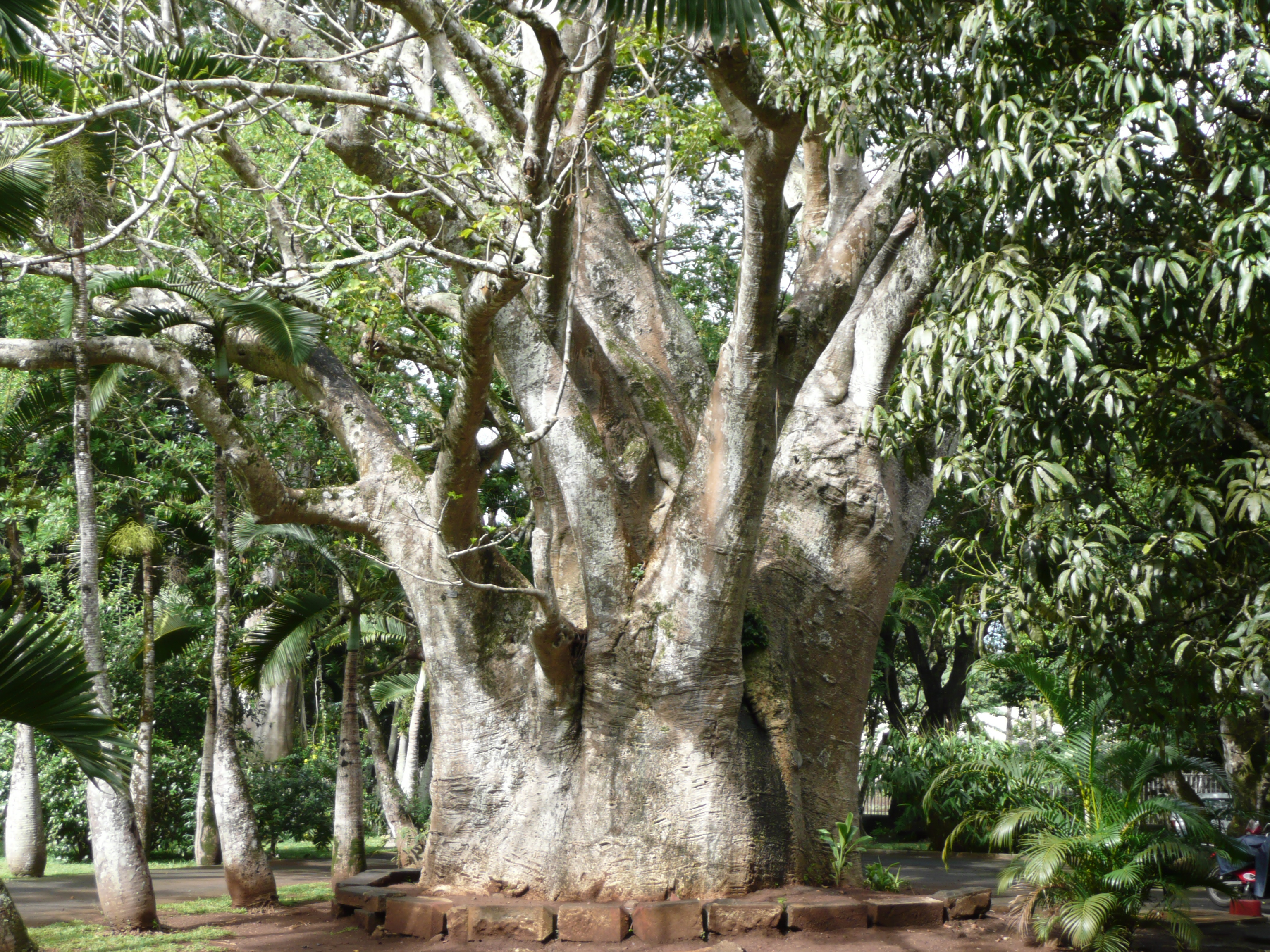
Photographie d'un baobab africain du jardin (Adansonia digitata).

Malheuresuement, il n'y a pour ainsi dire pas d'étiquetage des plantes : baobabs, agathis, voisinent avec les araucarias et les palmiers. Les atouts naturels considérables du jardin semblent plus mis en valeur pour en faire un jardin d’agrément, où les Mauriciens et les touristes trouvent plaisir à se promener, qu'un jardin botanique dont la fonction principale serait scientifique et pédagogique. Les naturalistes seront très déçus de ne pouvoir bénéficier des trésors botaniques en raison de l’absence presque totale d’étiquetage scientifique. Le paysagiste français Gilles Clément invité à Maurice, afin de recueillir son point de vue de professionnel sur le jardin de Pamplemousses, a déclaré en [Quand ?] : « En tant que jardin botanique, il est disqualifié! … Enfin, ce jardin est victime d’une mentalité globale qui vise à transformer n’importe quel site de qualité en un site soi-disant touristique et rentable. Peu importe alors la manière dont on va attirer le public... Mais il est clair qu’aujourd’hui, il devient un simple lieu de promenade. »

## La faune

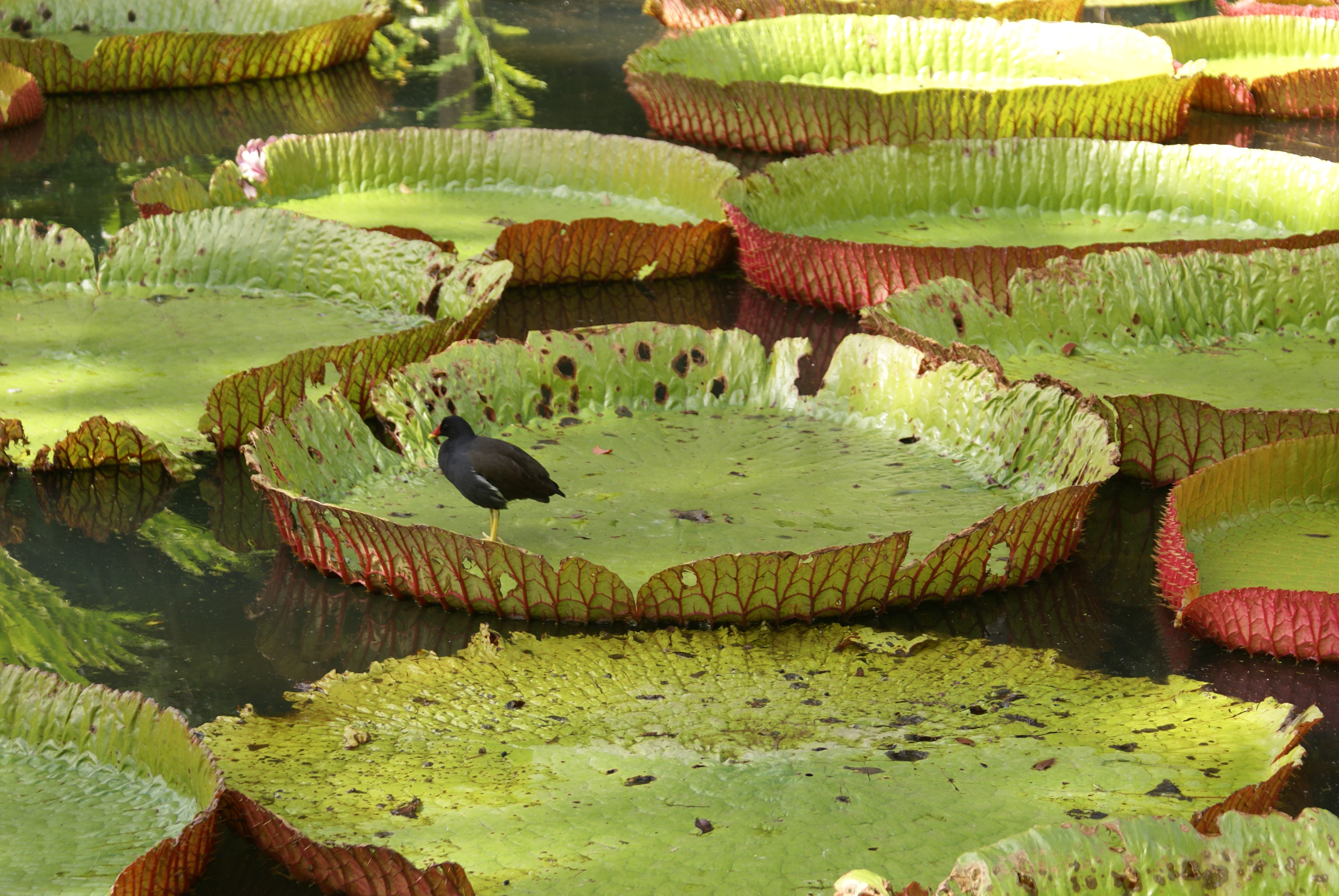
Poule d'eau sur un nénuphar Victoria amazonica du jardin de Pamplemousses

On peut observer de nombreuses espèces en liberté dans le jardin botanique, en premier lieu les oiseaux. Les plus fréquents sont le fameux martin au sifflement caractéristique et la tourterelle à collier (Spilopelia chinensis suratensis) originaire de Chine et sa cousine la petite tourterelle striée. Des oiseaux viennent dans l'eau des bassins comme la poule d'eau des Mascareignes (Gallinula chloropus pyrrhorrhoa) noire au bec rouge, ou la gasse (héron strié endémique). Si l'on observe plus attentivement, il est possible de remarquer dans les arbres de petits oiseaux colorés comme le serin pays (Serinus mozambicus mozambicus), le serin du Cap (surnommé schlug-schlug), le bengali au corps brun et à bec rouge, ou le cardinal, rouge pendant la saison des amours. Le petit pic-pic survole en groupes se nourrissant d'insectes et de nectar, la grosse hirondelle (phedina borbonica borbonica) est reconnaissable à ses cris, tandis que la salangane lance un clic métallique.
Les reptiles ne sont pas en reste avec le gecko bleu qui vit sur les bananiers et le ravenale; le lézard des palmiers ou encore le phelsuma guimbeaui qui se trouve sur les vieux arbres. Il existe aussi des caméléons (calotes versicolor) et quelques couleuvres indiennes.
Les bassins et rivières abritent des crapauds des Mascareignes et de gros crapauds d'Afrique du Sud avec des verrues noires. Les poissons sont représentés par le tilapia africain (dit ici berri rouge), le gourami indien, l'anguille, le platy, le poisson à queue d'épée ou le poisson arc-en-ciel. Les papillons sont également présents, le plus beau étant l'endémique Papilio manlius, noir avec des taches bleues.
Parmi les petits mammifères y vivent des souris, des rats, des mangoustes, des tenrecs, des musaraignes et même des chauves-souris endémiques (roussette noire), comme des individus Thapozous mauritianus et Mormopterus acetabulosus au crépuscule.

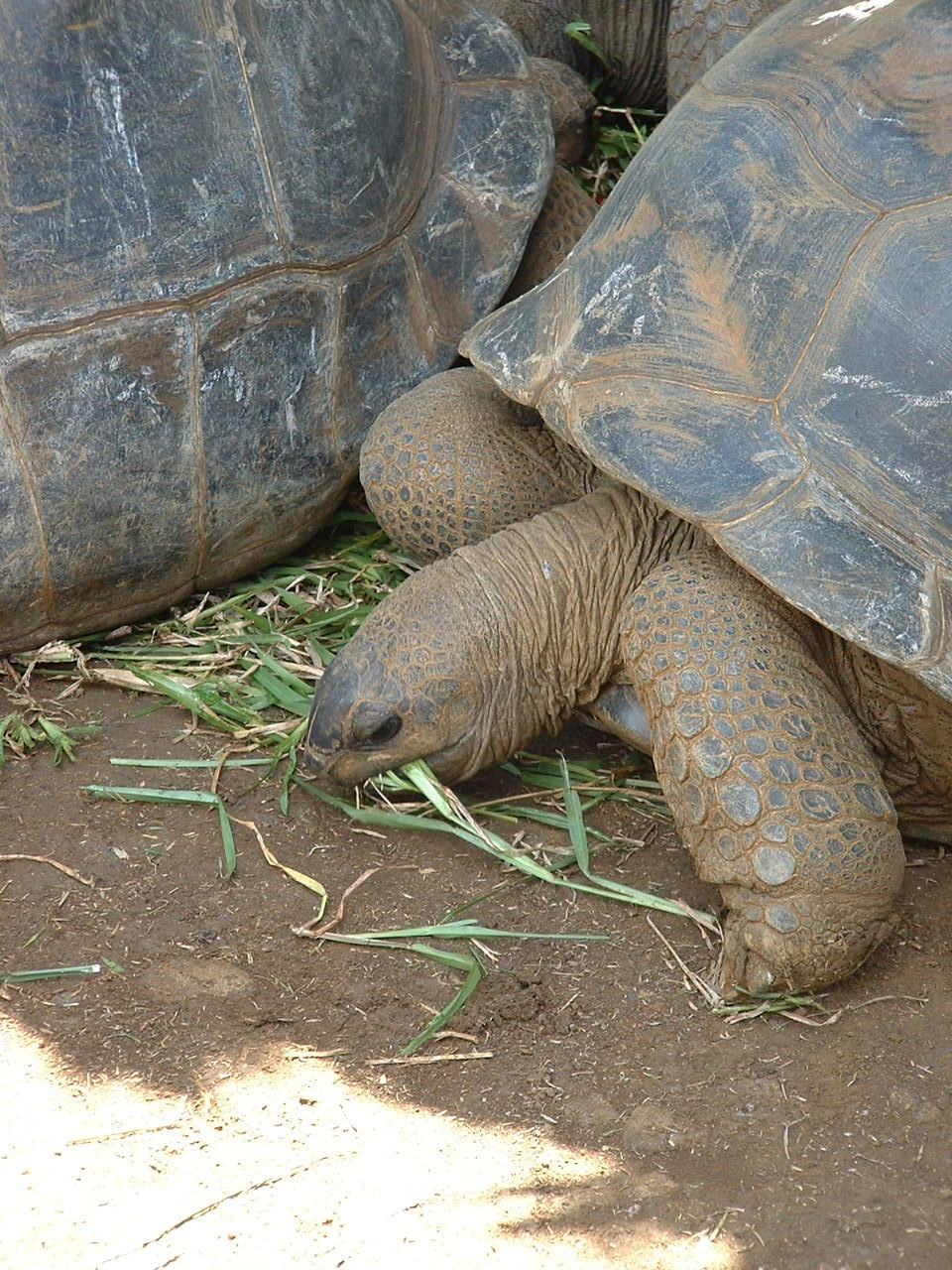
Les tortues géantes de Pamplemousses
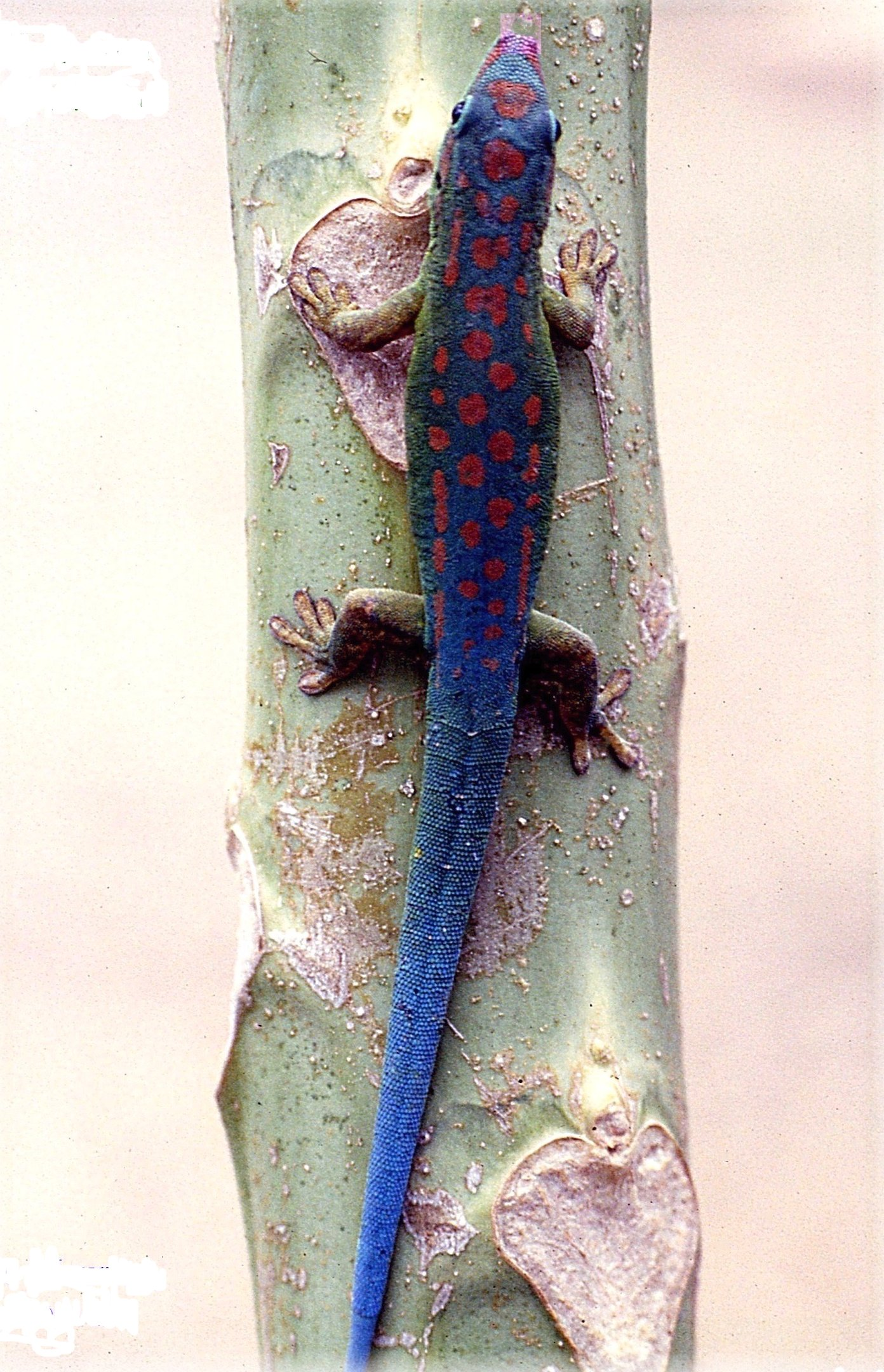
Vue d'un gecko bleu

## Liste de la flore endémique des Mascareignes présente au jardin
- Acanthophoenix rubra
- Calophyllum inophyllum
- Calophyllum spectabile
- Croton mauritianus
- Dictyosperma album
- Dictyosperma album var. conjugatum
- Diospyros diversiflora
- Diospyros tesselaria
- Dombeya acutangula
- Dombeya mauritiana
- Dracaena concinna
- Dracaena reflexa
- Elaeodendron orientale
- Eugenia brasiliensis
- Eugenia buxifolia
- Eugenia cotinifolia
- Fernelia buxifolia
- Foetidia mauritiana
- Hibiscus liliiflorus
- Hornea mauritiana
- Hyophorbe indica
- Hyophorbe lagenicaulis
- Hyophorbe verschaffeltii
- Latania loddigesii
- Latania lontaroides
- Latania verschaffeltii
- Mathurina penduliflora
- Mimusops commersonii
- Mimusops erythroxylon
- Mimusops maxima
- Mimusops petiolaris
- Pandanus vandermeeschii
- Protium obtusifolium
- Psiadia arguta
- Pyrostria commersonii
- Pyrostria trilocularis
- Sideroxylon bojerianum
- Stadtmannia sideroxylon
- Terminalia bentzoë
- Zanthoxylum heterophyllum

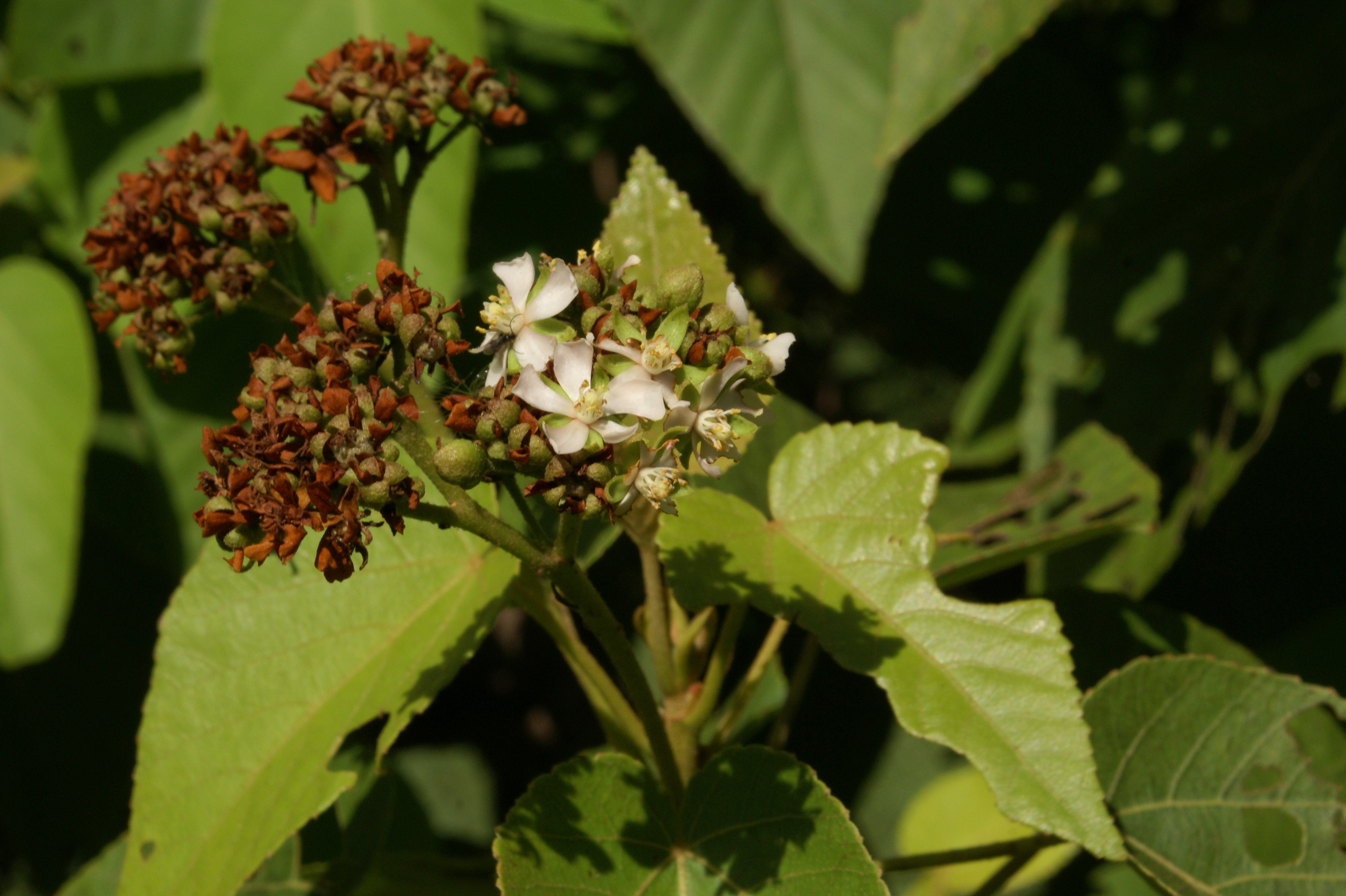
Fleur de Dombeya mauritiana
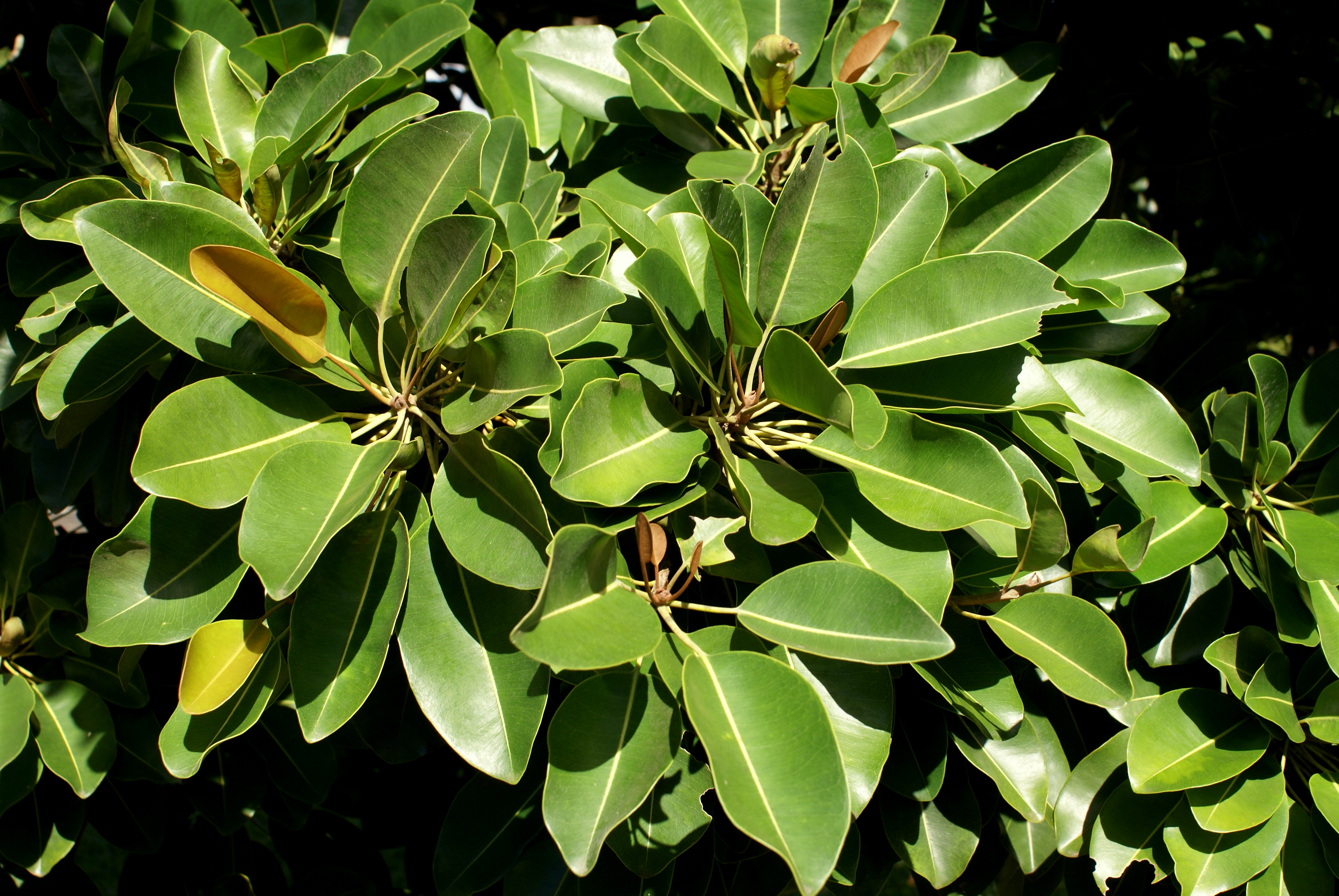
Mimusops petiolaris